# Fordia splendidissima
Fordia splendidissima är en ärtväxtart som först beskrevs av Friedrich Anton Wilhelm Miquel, och fick sitt nu gällande namn av Buijsen. Fordia splendidissima ingår i släktet Fordia och familjen ärtväxter. Utöver nominatformen finns också underarten F. s. splendidissima.